# Champerico
Champerico è un comune del Guatemala facente parte del dipartimento di Retalhuleu.

## Storia
La località nacque come porto alla fine del XVIII secolo, quando iniziò ad operare nella zona la compagnia mineraria "Champer & Co.", da cui deriva il nome stesso del comune. 
Dichiarato porto di interesse nazionale nel 1871, rimase fino al 1982 il principale porto per le esportazioni e rimane il più importante per la regione sudoccidentale del paese.